# Чєрна Орава
Чєрна Орава (словац. Čierna Orava) — річка в Словаччині; злиттям з Б'єлою Оравою утворює Ораву, протікає територією Польщі і Словаччини.
Довжина — 29.3 км. Витікає на схилі гори Железніца на висоті приблизно 900 метрів.
Протікає селами Гаркабуз, Подвільк, Яблонка, Оравка. Серед приток — Поляновий Кривань і Чижник.. Впадає у водосховище Орава на висоті 600.1 метра; після його утворення безпосередньо територією Словаччини не протікає.